# Claustropyga corticis
Claustropyga corticis är en tvåvingeart som först beskrevs av Werner Mohrig och Evgenia Antonova 1978.  Claustropyga corticis ingår i släktet Claustropyga och familjen sorgmyggor. Arten är reproducerande i Sverige. Inga underarter finns listade i Catalogue of Life.